# Terhagen
Terhagen est une section de la commune belge de Rumst située en Région flamande dans la province d'Anvers, le long du Rupel. C'était une commune à part entière avant la fusion des communes de 1977.

## Démographie

### Évolution démographique
- Sources : INS, Rem. : 1880 jusqu'en 1970 = recensements, 1976 = nombre d'habitants au 31 décembre[2].

## Histoire
Terhagen est un ancien hameau de Rumst, mais est devenu en 1874 une commune indépendante. En 1977, elle a, à nouveau, fusionné avec Rumst. Le village s'est fortement développé autour de l'activité de plusieurs briqueteries, mais aujourd'hui, toutes celles situées à Terhagen même ont fermé leurs portes. Seuls des bâtiments vides et un musée de l'argile témoignent de son passé industriel. Les anciennes carrières d'argile, reconquises par la forêt, offrent de nombreuses possibilités de randonnées.

## Sport
Le club de football VC Vlug en Vrij Terhagen a fait partie, quelques dizaines d'années au milieu du XXe siècle, de l'URBSFA. Le club a évolué en nationale.

## Personnalités
- Piet van Aken (1920-1984), écrivain.